# دهستان سوری
دهستان سوری یکی از دهستان‌های شهرستان رومشکان در استان لرستان ایران است که در بخش سوری قرار دارد.

## جمعیت
براساس سرشماری مرکز آمار ایران در سال ۱۳۹۵، جمعیت دهستان سوری ۱۲۰۰۰ نفر (در ۲۲۷۵ خانوار) بوده‌است.